# Morgan Super 3
Morgan Super 3 – trójkołowy samochód sportowy klasy miejskiej produkowany pod brytyjską marką Morgan od 2022 roku.

## Historia i opis modelu

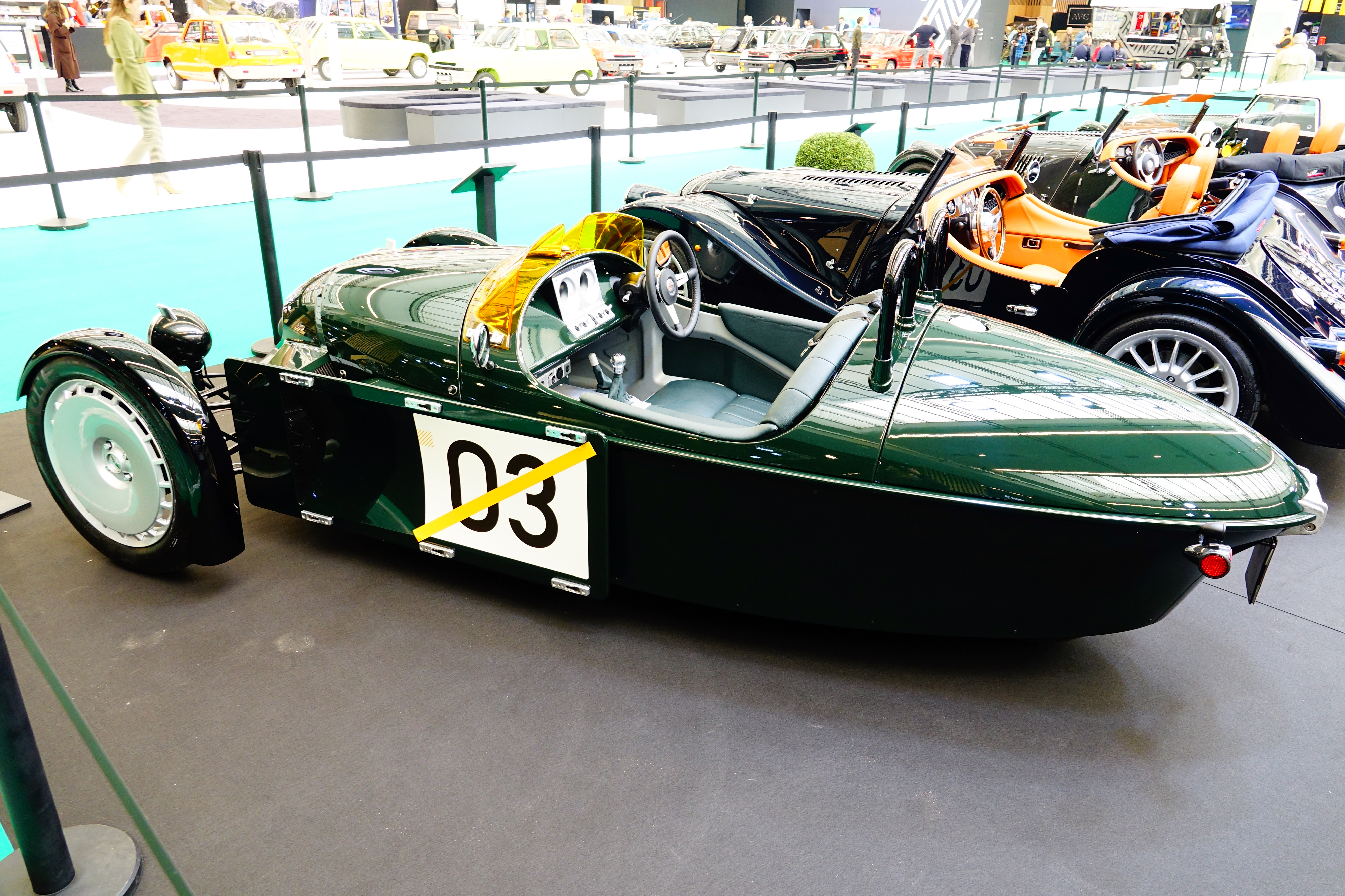
Morgan Super 3 - tył

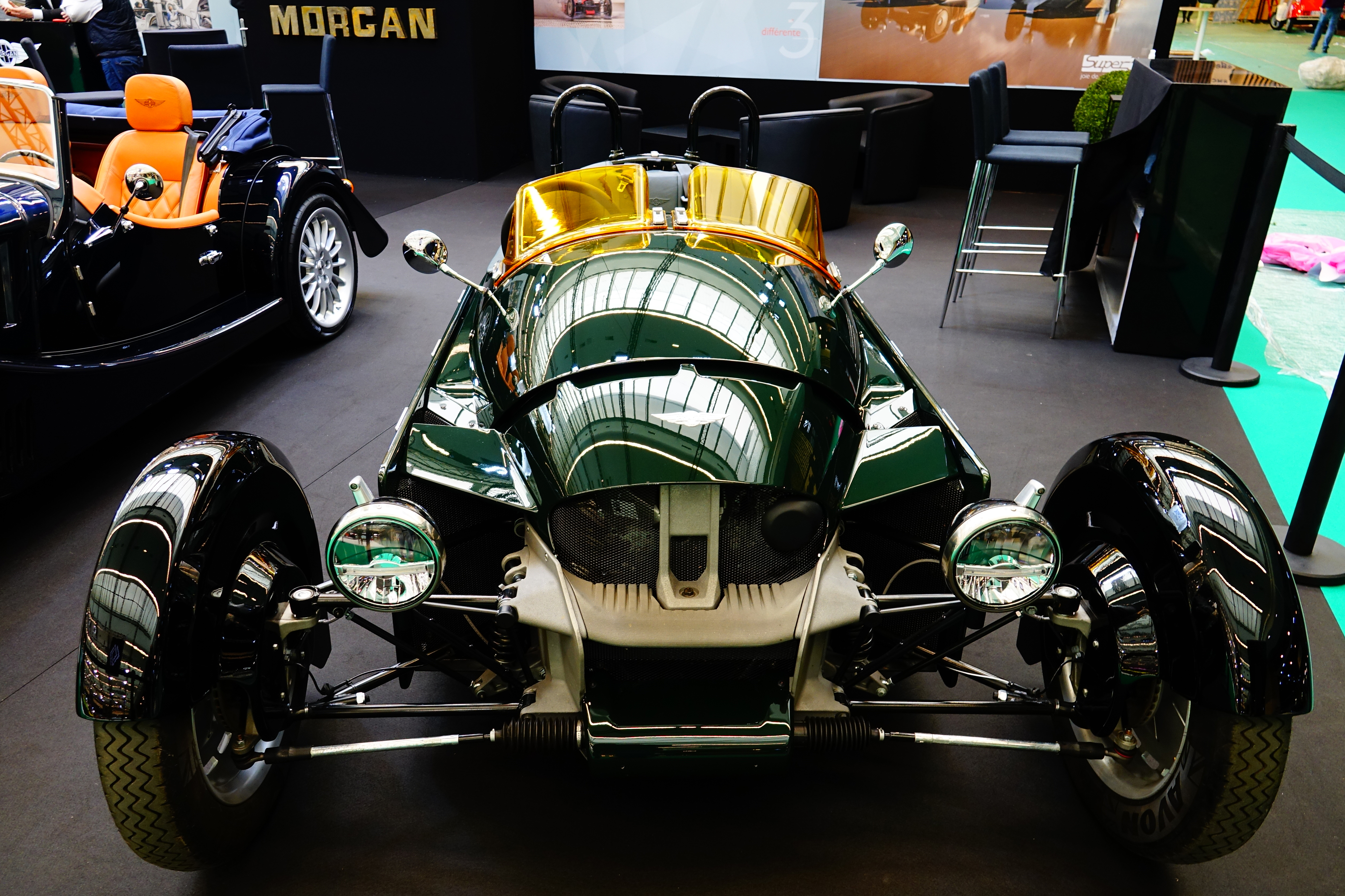
Morgan Super 3 - pas przedni

Tuż po zakończeniu produkcji 3 Wheelera pierwszej generacji obecnej na rynku niespełna dekadę, w 2021 roku Morgan rozpoczął zaawansowaną fazę testów przedprodukcyjnych egzemplarzy zupełnie nowego następcy. W styczniu 2022 z kolei przedstawiono oficjalne zdjęcia przedprodukcyjnych egzemplarzy z maskowaniem nadwozia, a miesiąc później zadebiutował oficjalnie seryjny model pod nazwą Morgan Super 3.
Brytyjski samochód sportowy nowej generacji przeszedł ewolucyjną metamorfozę, zachowując koncepcję trójkołowego roadstera z szeroko rozstawionymi kołami i okrągłymi reflektorami. Samochód wykonany został w oparciu o nadwozie samonośne mieszczące dwóch pasażerów, wyróżniając się niewielką masą całkowitą w celu zapewnienia optymalnych osiągów. Kabina pasażerska wyposażona została w bogaty zakres przyrządów, obejmujący m.in. podgrzewane fotele, złącza USB, nawigację satelitarną i wyściółkę drzwi.
Silnik w Morganie Super 3ponownie umieszczony został przed przednią osią, nie włączając go w bryłę nadwozia. Morgan zastosował tym razem większą, trzycylindrową widlastą jednostkę napędową o pojemności 1,5 litra. Jest to konstrukcja amerykańskiego Forda z rodziny Ecoboost.

### Sprzedaż
Morgan Super 3 trafił do małoseryjnej produkcji tuż po premierze, swoim zasięgiem rynkowym obejmując zarówno rynki europejskie, jak i odleglejsze jak m.in. Stany Zjednoczone. Trójkołowiec dostępny jest w sprzedaży także za pośrednictwem polskiego przedstawicielstwa Morgana, który cenę podaje w walucie oryginalnej - 35 tysięcy funtów netto, ok. 193 tysięcy złotych netto.

### Silnik
- V3 1.5l EcoBoost 118 KM